# Nogent-lès-Montbard
Nogent-lès-Montbard este o comună în departamentul Côte-d'Or, Franța. În 2009 avea o populație de 137 de locuitori.

## Evoluția populației
| An        | 1975 | 1982 | 1990 | 1999 | 2006 | 2009 |
| --------- | ---- | ---- | ---- | ---- | ---- | ---- |
| Populație | 181  | 189  | 175  | 171  | 147  | 137  |